# Карасайський сільський округ (Кордайський район)
Караса́йський сільський округ (каз. Қарасай ауылдық округі, рос. Карасайский сельский округ) — адміністративна одиниця у складі Кордайського району Жамбильської області Казахстану. Адміністративний центр — село імені Карасай-батира.
Населення — 3549 осіб (2021; 4413 у 2009, 3784 у 1999, 5038 у 1989).
Станом на 1989 рік існувала Михайловська сільська рада (села Єнбек, Михайловка).

## Склад
До складу округу входять такі населені пункти:
| Населений пункт            | Старі назви | Населення, осіб (1989) | Населення, осіб (1999) | Населення, осіб (2009) | Населення, осіб (2021) |
| -------------------------- | ----------- | ---------------------- | ---------------------- | ---------------------- | ---------------------- |
| Єнбек, село                | -           | 1175                   | 976                    | 939                    | 949                    |
| імені Карасай-батира, село | Михайловка  | 3863                   | 2808                   | 3474                   | 2600                   |